# Eduard von Olberg

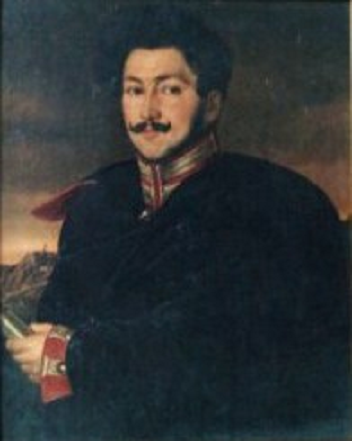
Generalmajor Eduard von Olberg mit Kommandostab

Friedrich Wilhelm Eduard Olberg, ab 1829 von Olberg, (* 20. August 1800 in Potsdam; † 5. Juni 1863 in Berlin) war ein preußischer Generalmajor.

## Leben
Olberg stammte aus einer traditionsreichen Forstfamilie und war ein Sohn des königlich preußischen Oberjägers im Reitenden Feldjägerkorps sowie nachmaligen Oberforstmeisters August Leopold Olberg und der Friederike Wilhelmine Schröder.
Nachdem er in Dessau seine Schulzeit absolviert hatte, trat Olberg 1815 als Freiwilliger in das 2. Westpreußische Infanterie-Regiment der Preußischen Armee ein. Er nahm an den Befreiungskriegen, insbesondere an den Schlachten bei Ligny und Belle Alliance und den Gefechten bei Avesnes, Compiégne und Sévres teil. Noch 1815 avancierte er zum Portepeefähnrich. 1817 wurde er zum Sekondeleutnant befördert und war von 1820 bis 1823 zur Allgemeinen Kriegsschule kommandiert. 1824 ging er zum topographischen Büro, wechselte 1825 zum 1. Schlesisches Infanterie-Regiment Nr. 10 und wurde 1827 zum Großen Generalstab kommandiert.
1828 avancierte er zum Premierleutnant im 24. Infanterie-Regiment, wurde 1829 in den erblichen preußischen Adelsstand erhoben und kehrte 1830 zum Großen Generalstab zurück. 1831 wechselte er in den Generalstab des IV. Armee-Korps, wurde 1832 zum Kapitän befördert. 1840 stieg er weiter auf zum Major und wechselte zurück in den Großen Generalstab. 1843 war Olberg Bataillonskommandeur der Füsiliere (III. Bataillon) im 16. Infanterie-Regiment, 1846 Chef des V. Armee-Korps und 1848 Kommandeur des Grenadier-Regiments Nr. 4. Er stieg 1849 zum Oberstleutnant, stand seit 1850 dem 31. Infanterie-Regiment (3. Magdeburgisches) als Kommandeur vor, avancierte zu Beginn des Jahres 1851 zum Oberst, wurde dann gegen Ende desselben Jahres mit Pension zur Disposition gestellt.
Er wurde 1852 den Offizieren von der Armee und dem Militärgouvernement Luxemburg zugeteilt und 1853 zur Gesandtschaft in Brüssel kommandiert, war aber 1855 wieder Kommandant von Luxemburg und Führer der Brigade zur Besatzung dieser Bundesfestung. Olberg wurde 1855 schließlich zum Generalmajor befördert und 1858 erneut mit Pension zur Disposition gestellt.
1850 war er Mitglied des Volkshauses des Erfurter Unionsparlaments.
Olberg wurde am 8. Juni 1863 auf dem Invalidenfriedhof in Berlin beigesetzt.

## Auszeichnungen
- 1836 Eisernes Kreuz II. Klasse als Auszeichnung für Ligny
- 1837 Goldene Ehrenmedaille für Kunst und Wissenschaft für die von ihm verfasste Übersicht der Slawische Sprachen
- 1840 Ritterkreuz I. Klasse des Ludwigsordens
- 1842 Guelphen-Orden
- 1842 Ritterkreuz des Orden Heinrichs des Löwen
- 1843 Dannebrogorden III. Klasse
- 1853 Orden der Eichenkrone, 1854 Stern dazu
- 1858 Roter Adlerorden II. Klasse mit Eichenlaub

## Familie
Olberg vermählte sich 1828 in Magdeburg mit Auguste Caroline von Stutterheim (1804–1878), einer Tochter des preußischen Generalmajors Carl August von Stutterheim (1759–1820). Aus der Ehe gingen mehrere Kinder hervor.
1. Anna Karoline Wilhelmine (* 1829), Ehrenstiftsdame im Stift Keppel
2. Klara (1831–1835)
3. Marie (1835–1836)
4. Karl Leopold Georg Eduard Felix (1836–1900), preußischer Oberstleutnant,[4] ⚭ 1869 Konstanze Jeannette Marie Agnes von Stülpnagel (1848–1929), Tochter von Ferdinand von Stülpnagel (1813–1885), preußischer General der Infanterie
5. Adelheid Julie Helene (1837–1838)

Das von ihm 1829 gestiftete Adelsgeschlecht von Olberg besteht gegenwärtig fort.

## Werke
als Herausgeber und Übersetzer
- Korrespondenz des russ. Feldmarschalls Suworow während der Feldzuges von 1799. 1835.
- Tagebuch des russ. Generals Danielewski[5] während der Feldzüge von 1813/1814. 1836/37.

als alleiniger Autor
- Geschichtliche Uebersicht der Slavischen Sprache. 1837.
- Die Herbstübung der Kaiserlich Russischen Cavallerie und Reitenden Artillerie bei Wosnessensk im Jahre 1837. Berlin 1837.
- Geschichte des Krieges zwischen Mehemed Ali und der ottomanischen Pforte in Syrien und Klein-Asien in den Jahren 1831 bis 1833. Berlin 1837.
- Nordische Blüthen : Eine Sammlung von Aufsätzen, Erzählungen u. Novellen, von einigen d. besten neueren Romantiker Rußlands. Berlin 1837.
- Keine Bürgerwehr? : zum Besten der Witwen und Waisen der am 16. Oktober in Berlin gebliebenen Bürgerwehr-Männer. Danzig 1848.
- Beleuchtung der Sr. Excellenz dem Königlichen Kommissarius Herrn General der Infanterie von Pfuel von dem polnischen Insurgentenführer Ludwig von Mieroslawski am 16. Mai e. eingereichten Denkschrift. Leipzig 1848.
- Die französische Armee auf dem Exercirplatze und im Felde : mit einem Rückblick auf den Feldzug in Italien im Jahre 1859. Berlin 1861. (Digitalisat)
- Statistische Tabellen des Russischen Reiches für das Jahr 1856. Berlin 1859.
- Eine militairische Denkschrift : von französischer Seite kritisch beleuchtet … Berlin 1862.
- Nachweisung der freiwilligen Jäger und Volontairs sowie der freiwilligen Soldaten aus den Jahren 1813, 1814, 1815 welche funfzig Jahre nach der glorreichen Erhebung Preußens (ihrer schriftlichen Anzeige zufolge) am 15. Dezember 1862 noch am Leben waren. Berlin 1863.

gemeinsam mit Alexander Sergejewitsch Puschkin
- Gedichte. Berlin 1840.